# بيركلي بيل
بيركلي بيل (بالإنجليزية: Berkeley Bell)‏ مواليد 8 نوفمبر 1907 - الوفاة 1967، كان لاعب كرة مضرب أمريكي وكان يلعب باليد اليمنى.

## النهائيات

### الزوجي

#### الوصافة (2)
| السنة | البطولة                     | الأرضية | الشريك         | المنافس                  | النتيجة             |
| 1929  | بطولة أمريكا المفتوحة للتنس | عشبية   | لويس وايت      | جورج لوت جون دواغ        | 8–10, 6–1, 4–6, 1–6 |
| 1931  | بطولة أمريكا المفتوحة للتنس | عشبية   | غريغوري مانغين | جون فان رين ويلمر أليسون | 4–6, 3–6, 2–6       |

## روابط خارجية
- بيركلي بيل على موقع رابطة محترفي التنس (الإنجليزية)
- بيركلي بيل على موقع أرشيف التنس.كوم (الإنجليزية)
- بيركلي بيل على موقع خلاصة التنس.كوم (الإنجليزية)